# Douze Romances op. 21
Les Douze Romances op. 21 de Rachmaninov sont douze mélodies composées en 1902, sauf la première, Le Destin, composée en 1900.

## Structure

### Le destinno1
La première des romances, composée en 1900.

### Lilasno5
Rachmaninov a transcrit sa propre composition pour piano seul en 1941.

## Discographie
Rachmaninov a enregistré sa transcription de Lilas op. 21 no 5.